# Der Pfarrer von Kirchfeld (1926)
Der Pfarrer von Kirchfeld ist ein deutscher Stummfilm aus dem Jahre 1926 des Ehepaars Jakob Fleck und Luise Fleck mit Wilhelm Dieterle in der Titelrolle. Die Geschichte basiert auf dem gleichnamigen Volksstück (1870) von Ludwig Anzengruber.

## Handlung
Der junge Pfarrer Peter Hell in der kleinen Berggemeinde Kirchfeld hat es nicht leicht im Ort. Zwar ist er allgemein beliebt, und die meisten schätzen ihn, doch da gibt es auch noch den Schirmherrn der Kirche, Grafen von Finsterberg, sowie den Wurzelsepp, einen leicht tumben Einheimischen. Beiden Männern ist Pfarrer Hell aus verschiedenen Gründen ein Dorn im Auge. Der Wurzelsepp liegt vor allem mit der hiesigen Kirche über Kreuz, weil sich Hells Vorgänger einst weigerte, den Katholiken mit einer Protestantin zu verheiraten. Als sich jetzt Peter Hell in einem Akt der Seelsorge auch noch um die mutterlose Waise Anna Birkmeier kümmert und diese als Bedienstete in seinem Pfarrhaus aufnimmt, kochte die kleinkariert-spießige Volksseele hoch. 
Sofort beginnen sich die Leute das Maul zu zerreißen, und man nimmt an, dass ein so junger, attraktiver Pfarrer mit einem hübschen jungen Mädchen unter einem Dach wohl nur in Sünde leben könne. Die Gerüchteküche kocht ganz zur Freude des Grafen und des Wurzelsepps derartig hoch, dass dies zur Absetzung des Pfarrers von Kirchfeld führt. Anna, die sich tatsächlich in Peter Hell zu verlieben begann, will den Schaden für den Kirchenmann so gering wie möglich halten und heiratet, um dem Klatsch allen Nährboden zu entziehen, einen Anderen, den Michel Berndorfer. Erst spät erkennen alle Beteiligte, dass man dem Pfarrer von Kirchfeld bitter Unrecht getan hat.

## Produktionsnotizen
Der Pfarrer von Kirchfeld ist die im Sommer 1926 in Wien (Atelieraufnahmen) und in St. Gilgen im Salzkammergut (Außenaufnahmen) entstandene, erste deutsche Verfilmung von Anzengrubers gleichnamigen Volksstück, passierte am 22. November 1926 die Filmzensur und wurde bereits zehn Tage zuvor uraufgeführt. Die Wiener Premiere war am 8. April 1927. Die Länge des für die Jugend freigegebenen Siebenakters betrug 2513 Meter. 
Die Filmbauten entwarfen Stefan Wessely und Hans Rouc.

## Weitere Verfilmungen
Der Pfarrer von Kirchfeld war bereits 1913/14 (in Österreich-Ungarn) ebenfalls vom Ehepaar Fleck als Stummfilme umgesetzt worden. 1937 erfolgte eine weitere Fleck-Fassung, diesmal als Tonfilm und 1955 zwei weitere Adaptionen des beliebten Stoffes, diesmal unter der Regie von Hans Deppe bzw. Alfred Lehner (Das Mädchen vom Pfarrhof).

## Kritiken
Wiens Die Stunde schrieb: „Wilhelm Dieterle spielt mit sehr viel Innigkeit die Rolle des Pfarrers, der das Opfer heuchlerischer Verleumdung wird, und Margarete Lanner ist eine ebenso bildhafte wie ausdrucksvolle Anna Birkmeier. Eine knorrige und bodenechte Figur stellt Fritz Kampers mit seinem Wurzelsepp hin. Das von Ida Jenbach bearbeitete Buch hält sich im großen und ganzen an des Dichters Drama und überträgt die stärksten Bühnenszenen auch in den Film.“
Das Neue Wiener Tagblatt befand: „Wilhelm Dieterle war gut für den Pfarrer Hell gewählt. Eine zarte, gebenedeite Magd, die Anna der Margarete Lanner, und Fritz Kampers einer naturstarker, unheimlicher Wurzelsepp.“
Im Volksfreund war zu lesen: „In diesem Film ist saubere Regiearbeit geleistet. Die Darstellung ist in allen Rollen sehr gut, Dieterle als junger Pfarrer eine schöne Leistung bietend, Margarethe Lanner in der weiblichen Hauptrolle und Fritz Kampers als „Wurzelsepp“ sehr brav. Dazu noch die in ihren Konflikten äußerst wirksame, szenenweise ungeheuer packende Handlung und sehr hübsche Außenaufnahmen in sehr guter Fotographie als wirkungsvoller Rahmen!“